# Prix Planeta
Pour les articles homonymes, voir Planeta.
Le prix Planeta ou prix Lara (en espagnol : Premio Planeta) est un prix littéraire créé en 1952 qui récompense des romans originaux et inédits écrits en espagnol. Décerné par la maison d'édition Planeta, il est créé par l'éditeur José Manuel Lara Hernández (es) — d'où le nom « prix Lara » parfois utilisé — pour promouvoir les écrivains en langue espagnole. Depuis 1974, le finaliste est également récompensé, et aussi bien le lauréat que le finaliste peuvent être de n'importe quelle nationalité.
C'est le prix littéraire le mieux pourvu du monde, avec 1 000 000 euros. Il est remis le 15 octobre, à l'occasion de la fête de sainte Thérèse (nom de la femme de José Manuel Lara).

## Histoire du prix
En 1952, José Manuel Lara Hernández (es) souhaite promouvoir les écrivains espagnols et crée le Premio de Novela (en français : « prix du Roman »), doté de 40 000 pesetas.
En 1959, le prix change de siège et se base à Barcelone.
Certaines polémiques ont terni le prix auquel on reproche que tout soit joué d'avance. Miguel Delibes et Ernesto Sábato l'ont refusé car on leur avait proposé de concourir tout en leur assurant qu'ils remporteraient le prix et un tribunal argentin a condamné pour fraude l'organisateur, sa filiale éditoriale argentine et le lauréat de 1997.

## Évolution de la rétribution économique
L'année suivant la première édition, la récompense économique est élevée à 100 000 pesetas. En 1959, elle passe à 200 000 pesetas, puis à 250 000 pesetas en 1966. Au fil des années, la rétribution économique ne cesse d'augmenter et dépasse le million de pesetas en 1967. Lors du 25e anniversaire, José Manuel Lara monte le prix à 4 000 000 pesetas et dote le finaliste pour la première fois d'une récompense économique de 500 000 pesetas l'année suivante.
En 1988, le prix s'élève à 20 000 000 pesetas pour le lauréat et 5 000 000 pesetas pour le finaliste.
À l'occasion des 50 ans du prix, sa dotation passe à 100 000 000 pesetas pour le lauréat et 25 000 000 pesetas pour le finaliste. Dès le passage à l'euro en Espagne le 28 février 2002, le prix est fixé à 601 000 euros pour le lauréat et 150 250 euros pour le finaliste,.
En octobre 2021, le prix s'élève à 1 million d'euros pour le vainqueur, et 200 000 € pour le finaliste.

## Conditions d'attribution
Il ne récompense que des romans inédits écrits en castillan et un auteur ne peut recevoir le prix plus d'une fois. Le jury, composé de sept prestigieuses personnalités des lettres espagnoles, est désigné par la maison d'éditions Planeta. Équivalent du Goncourt en France, il est décerné annuellement en octobre. Avec le prix Cervantes et le prix Prince des Asturies, c'est un des trois prix littéraires les plus illustres d'Espagne mais contrairement aux deux premiers qui couronnent l'ensemble d'une œuvre, le Planeta ne récompense qu'un livre en particulier. Il est de plus en plus convoité et environ 500 manuscrits sont déposés en 2013.

## Jury
Le premier jury est formé de Bartolomé Soler, César González Ruano, Pedro de Lorenzo (es), José Romero de Tejada, Tristán La Rosa et José Manuel Lara, le fondateur du prix, qui fera partie du jury jusqu'à sa mort en 2003.
Plusieurs grands noms de la littérature espagnole ont fait partie du jury tout au long de son histoire, dont Wenceslao Fernández Flórez, Carmen Laforet, Baltasar Porcel, Martín de Riquer, Zoé Valdés, Alfredo Bryce Echenique et Manuel Vázquez Montalbán.
Depuis 2003, le jury est composé d'Alberto Blecua Perdices, Ángeles Caso, Juan Eslava Galán, Pere Gimferrer, Carmen Posadas, Rosa Regàs et Emili Rosales.

## Liste des lauréats
Le vainqueur est indiqué en premier, puis vient le finaliste :
- 1952 : Juan José Mira, pour En la noche no hay caminos

Severino Fernández, pour Tierra de promisión
- 1953 : Santiago Lorén, pour Una casa con goteras

Antonio Ortiz Muñoz, pour Otros son los caminos
- 1954 : Ana María Matute, pour Pequeño teatro

Ignacio Aldecoa, pour El fulgor y la sangre
- 1955 : Antonio Prieto (es), pour Tres pisadas de hombre
- 1956 : Carmen Kurtz, pour El desconocido

Raúl Grien, pour A fuego lento
- 1957 : Emilio Romero, pour La paz empieza nunca

Elisa Brufal, pour Siete puertas
- 1958 : Fernando Bermúdez de Castro, pour Pasos sin huellas

Julio Manegat, pour La ciudad amarilla
Mercedes Salisachs, pour Carretera intermedia
- 1959 : Andrés Bosch, pour La noche

José María Castillo, pour El grito de la paloma
- 1960 : Tomás Salvador, pour El atentado

Manuel San Martín, pour El borrador
- 1961 : Torcuato Luca de Tena Brunet (es), pour La mujer de otro

Andrés Avelino Artís, pour La oración del diablo
- 1962 : Ángel Vázquez, pour Se enciende y apaga una luz

Juan Antonio Usera, pour El pozo de los monos
- 1963 : Luis Romero, pour El cacique

Víctor Chamorro, pour El santo y el demonio
- 1964 : Concha Alós, pour Las hogueras

Vizarco, pour El adúltero y el dios
- 1965 : Rodrigo Rubio, pour Equipaje de amor para la tierra

Julio Manegat, pour Spanish Show
- 1966 : Marta Portal, pour A tientas y a ciegas

Santiago Moncada, pour Stress
- 1967 : Ángel María de Lera, pour Las últimas banderas

Eugenio Juan Zappietro, pour Tiempo de morir
- 1968 : Manuel Ferrand, pour Con la noche a cuestas

Pedro Entenza, pour No hay aceras
- 1969 : Ramón J. Sender, pour En la vida de Ignacio Morel

Manuel Scorza, pour Redoble por rancas
- 1970 : Marcos Aguinis, pour La cruz invertida

Luis de Castresana, pour Retrato de una bruja
- 1971 : José María Gironella, pour Condenados a vivir

Ramiro Pinilla, pour Seno
- 1972 : Jesús Zárate, pour La cárcel

Hilda Perera, pour El sitio de nadie
- 1973 : Carlos Rojas, pour Azaña

Mercedes Salisachs, pour Adagio confidencial
- 1974 : Xavier Benguerel i Llobet, pour Icaria, Icaria...

Pedro de Lorenzo, pour Gran café
- 1975 : Mercedes Salisachs, pour La gangrena

Víctor Alba, pour El pájaro africano
- 1976 : Jesús Torbado, pour En el día de hoy

Alfonso Grosso, pour La buena muerte
- 1977 : Jorge Semprún, pour Autobiografía de Federico Sánchez

Ángel Palomino, pour Divorcio para una virgen rota
- 1978 : Juan Marsé, pour La muchacha de las bragas de oro

Alfonso Grosso, pour Los invitados
- 1979 : Manuel Vázquez Montalbán, pour Los mares del Sur

Fernando Quiñones, pour Las mil noches de Hortensia Romero
- 1980 : Antonio Larreta, pour Volavérunt

Juan Benet, pour El aire de un crimen
- 1981 : Cristóbal Zaragoza, pour Y Dios en la última playa

José María del Val, pour Llegará tarde a Hendaya
- 1982 : Jesús Fernández Santos, pour Jaque a la Dama

Fernando Schwartz, pour La conspiración del Golfo
- 1983 : José Luis Olaizola, pour La guerra del general Escobar

Fernando Quiñones, pour La canción del pirata
- 1984 : Francisco González Ledesma, pour Crónica sentimental en rojo

Raúl Guerra Garrido, pour La guerra del Wolfram
- 1985 : Juan Antonio Vallejo-Nágera, pour Yo, el rey

Francisco Umbral, pour Pío XII, la escolta mora y un general sin un ojo
- 1986 : Terenci Moix, pour No digas que fue un sueño

Pedro Casals, pour La jeringuilla
- 1987 : Juan Eslava Galán, pour En busca del Unicornio

Fernando Fernán Gómez, pour El mal amor
- 1988 : Gonzalo Torrente Ballester, pour Filomeno, a mi pesar

Ricardo de la Cierva, pour El triángulo. Alumna de la libertad
- 1989 : Soledad Puértolas, pour Queda la noche

Pedro Casals, pour Las hogueras del rey
- 1990 : Antonio Gala, pour El manuscrito carmesí

Fernando Sánchez Dragó, pour El camino del corazón
- 1991 : Antonio Muñoz Molina, pour El jinete polaco

Néstor Luján, pour Los espejos paralelos
- 1992 : Fernando Sánchez Dragó, pour La prueba del laberinto

Eduardo Chamorro, pour La cruz de Santiago
- 1993 : Mario Vargas Llosa, pour Lituma en los Andes

Fernando Savater, pour El jardín de las dudas
- 1994 : Camilo José Cela, pour La cruz de San Andrés

Ángeles Caso, pour El peso de las sombras
- 1995 : Fernando G. Delgado, pour La mirada del otro

Lourdes Ortiz, pour La fuente de la vida
- 1996 : Fernando Schwartz, pour El desencuentro

Zoé Valdés, pour Te di la vida entera
- 1997 : Juan Manuel de Prada, pour La tempestad

Carmen Rigalt, pour Mi corazón que baila con espigas
- 1998 : Carmen Posadas, pour Pequeñas infamias

José María Mendiluce, pour Pura vida
- 1999 : Espido Freire, pour Melocotones helados

Nativel Preciado, pour El egoísta
- 2000 : Maruja Torres, pour Mientras vivimos

Salvador Compán, pour Cuaderno de viaje
- 2001 : Rosa Regàs, pour La canción de Dorotea

Marcela Serrano, pour Lo que está en mi corazón
- 2002 : Alfredo Bryce Echenique, pour El huerto de mi amada

Maria de la Pau Janer, pour Las mujeres que hay en mí
- 2003 : Antonio Skármeta, pour El baile de la Victoria

Susana Fortes, pour El amante albanés
- 2004 : Lucía Etxebarría, pour Un milagro en equilibrio

Ferran Torrent, pour La vida en el abismo
- 2005 : Maria de la Pau Janer, pour Pasiones Romanas

Jaime Bayly, pour Y de repente un ángel
- 2006 : Álvaro Pombo, pour La Fortuna de Matilda Turpin

Marta Rivera de la Cruz, pour En tiempo de prodigios
- 2007 : Juan José Millás, pour El mundo

Boris Izaguirre, pour Villa Diamante
- 2008 : Fernando Savater, pour La hermandad de la buena suerte[9]

Ángela Vallvey, pour Muerte entre poetas
- 2009 : Ángeles Caso, pour Contra el viento[10]

Emilio Calderón, pour La bailarina y el inglés
- 2010 : Eduardo Mendoza, pour Riña de gatos. Madrid, 1936

Carmen Amoraga, pour El tiempo mientras tanto
- 2011 : Javier Moro, pour El imperio eres tú[12]

Inma Chacón, pour Tiempo de arena
- 2012 : Lorenzo Silva, pour La marca del meridiano

Mara Torres, pour La vida imaginaria
- 2013 : Clara Sánchez, pour El Cielo ha vuelto[13]

Ángeles González-Sinde, pour El buen hijo
- 2014 : Jorge Zepeda Patterson, pour Milena o el fémur más bello del mundo[15]

Pilar Eyre (es), pour Mi color favorito es verte
- 2015 : Alicia Giménez Bartlett, pour Hombres desnudos[16]

Daniel Sánchez Arévalo, pour La isla de Alice
- 2016 : Dolores Redondo, pour Todo esto te daré

Marcos Chicot, pour El asesinato de Sócrates
- 2017 : Javier Sierra (es), pour El fuego invisible

Cristina López Barrio, pour Niebla en Tánger
- 2018 : Santiago Posteguillo, pour Yo, Julia[17]

Ayanta Barilli, pour Un mar violeta oscuro
- 2019 : Javier Cercas, pour Terra Alta

Manuel Vilas, pour Alegría
- 2020 : Eva García Sáenz, pour Aquitania

Sandra Barneda, pour Un océano para llegar a ti
- 2021 : Carmen Mola (pseudonyme collectif de Jorge Díaz (es), Agustín Martínez et Antonio Santos Mercero (es)), pour La Bestia[18]

Paloma Sánchez-Garnica (es), pour Últimos días en Berlín
- 2022 : Luz Gabás, pour Lejos de Luisiana[19]

Cristina Campos (es), pour Historias de mujeres casadas
- 2023 : Sonsoles Ónega (es), pour Las hijas de la criada[20]

Alfonso Goizueta, pour La sangre del padre
- 2024 : Paloma Sánchez-Garnica (es), pour Victoria[21]

Beatriz Serrano (es), pour Fuego en la garganta